# Ermengol VII. (Urgell)
Ermengol VII. der von Valencia (katalanisch Ermengol el de València; † 11. August 1184 in Requena) war ein Graf von Urgell aus dem Haus Barcelona. Er war ein Sohn des Grafen Ermengol VI. von Urgell († 1154) und der Arsenda de Cabrera (Haus Cabrera).
Wie sein Vater verbrachte Ermengol VII. die meiste Zeit seines Lebens im Königreich León-Kastilien. Ab 1167 gehörte er kontinuierlich dem Gefolge König Ferdinands II. von León, der ihn zu seinem maiordomus ernannt hatte. Weiterhin hatte er die Herrschaft über die Extremadura und Alcántara verliehen bekommen, an deren Eroberung er beteiligt war. 1184 führte Ermengol mit seinem Halbbruder Galcéron de Sales einen Feldzug in das maurische Taifa-Königreich von Valencia an. In Requena (Comarca Plana d’Utiel) wurden sie besiegt und getötet. Bestattet wurde Ermengol in der Abtei Santa María de Bellpuig bei Avellanas, die er 1166 mit seiner Frau gegründet hatte. Sein Nachkomme Ermengol X. hatte ihm ein Grabmal gestalten lassen, dass 1928 von John D. Rockefeller Jr. gekauft und dem Metropolitan Museum of Art in New York City vermacht worden war, wo es heute in der Zweigstelle The Cloisters zu sehen ist.
Er war verheiratet mit Dolça von Foix († 1209), Tochter des Grafen Roger III. von Foix. Ihre Kinder waren:
- Ermengol VIII. († 16. Oktober 1209), Graf von Urgell;
- Marquesa, ⚭ Ponç III. de Cabrera, Vizegraf von Cabrera und Àger;
- Miraglia, ⚭ Graf Gómez González de Traba.